# Campeonato Esloveno de Futebol de 2020-21
O Campeonato Esloveno de Futebol de 2020-21, oficialmente em Língua eslovena e por questões de patrocínio "Telekom Slovenije Liga 20/21", (organizado pela Associação de Futebol da Eslovênia) é a 30º edição do campeonato do futebol de Eslovênia. Os clubes jogam em turno e returno - duas vezes. O campeão se classifica para a Liga dos Campeões da UEFA de 2021–22 e o vice e o terceiro se classifica para a Liga Conferência Europa da UEFA de 2021–22. O último colocado é rebaixado para o Campeonato Esloveno de Futebol de 2021–22 - Segunda Divisão. O penúltimo joga playoffs com o vice campeão do ascenso.

## Participantes
| Equipe      | Cidade        | Região            | No ano anterior                                                         | Estádio                        | Capacidade | Títulos                                | Participações |
| ----------- | ------------- | ----------------- | ----------------------------------------------------------------------- | ------------------------------ | ---------- | -------------------------------------- | ------------- |
| Celje       | Celje         | Savinjska         | Campeão                                                                 | Estádio Z'dežele               | 13.059     | 1 (2019-20)                            | 30            |
| Maribor     | Maribor       | Podravska         | Vice Campeão                                                            | Estádio Ljudski vrt            | 12.435     | 13 ( último em 2018-19)                | 29            |
| Domžale     | Domžale       | Eslovénia Central | Oitavo Lugar                                                            | Parque Desportivo Domžale      | 3.212      | 2 (2006-07, 2007-08)                   | 22            |
| NK Olimpija | Liubliana     | Eslovénia Central | Terceiro Lugar                                                          | Parque Desportivo Stožice      | 16.038     | 2 (2015-16, 2017-18)                   | 12            |
| Aluminij    | Kidričevo     | Podravska         | Quinto Lugar                                                            | Parque Desportivo Aluminij     | 532        | 0 (não possui)                         | 6             |
| NŠ Mura     | Murska Sobota | Pomurska          | Quarto Lugar                                                            | Estádio Municipal Fazanerija   | 3.782      | 0 (não possui)                         | 3             |
| Tabor       | Sežana        | Litoral-Kras      | Sétimo Lugar                                                            | Estádio Rajko Štolfa           | 1.200      | 0 (não possui)                         | 3             |
| Bravo       | Liubliana     | Eslovénia Central | Sexto Lugar                                                             | Parque Desportivo de Liubliana | 2.308      | 0 (não possui)                         | 2             |
| Koper       | Koper         | Litoral-Kras      | Acesso pelo Campeonato Esloveno de Futebol de 2019-20 - Segunda Divisão | Estádio Bonifika               | 4.047      | 1 (2009-10)                            | 24            |
| Gorica      | Nova Gorica   | Goriška           | Acesso pelo Campeonato Esloveno de Futebol de 2019-20 - Segunda Divisão | Parque Desportivo Gorica       | 3.066      | 4 (1995-96, 2003-04, 2004-05, 2005-06) | 29            |

## Campeão
| Campeão Esloveno 2020-21               |
| -------------------------------------- |
| NŠ Mura(Eslovénia) (1º título) Campeão |